# Eduardo Lourenço
Eduardo Lourenço de Faria, noto come Eduardo Lourenço (São Pedro de Rio Seco, 23 maggio 1923 – Lisbona, 1º dicembre 2020), è stato un filosofo, saggista e critico letterario portoghese, considerato uno dei protagonisti e interpreti della cultura portoghese del XX e del XXI secolo.

## Biografia
Nato nella Beira Alta in una famiglia conservatrice, frequentò il liceo a Guarda e studiò Scienze Storico-Filosofiche all'Università di Coimbra, dove fu anche professore.
Emigrò in Francia nel 1949, nell'anno in cui fu pubblicato il suo primo libro, Heterodoxia I.
Lavorò come lettore e professore in diverse università, in Germania, Francia e Brasile.
Negli anni cinquanta divenne amico di Vergílio Ferreira, scrittore portoghese a cui Lourenço dedicò alcuni dei suoi studi di critica letteraria.
Dopo il rientro in Portogallo, si stabilì a Lisbona, dove fu collaboratore e amministratore della Fondazione Calouste Gulbenkian.

## Opera, pensiero e lascito
Il suo libro più conosciuto è O Labirinto da Saudade (1978), una riflessione critica sulla portoghesità e sulla saudade, che contribuisce a consacrarlo come uno dei più importanti e influenti intellettuali portoghesi del XX e del XXI secolo, e come uno dei principali interpreti della cultura lusitana nel mondo.
Ha scritto influenti saggi su alcuni dei principali scrittori e intellettuali portoghesi, come Luís de Camões, Antero de Quental, Fernando Pessoa, Miguel Torga, Vergílio Ferreira, Agustina Bessa-Luís, Jorge de Sena e José Saramago.
Il suo pensiero e il suo approccio alla letteratura furono dapprima vicini al Neorealismo, in seguito influenzati dalla lettura di filosofi quali i tedeschi Edmund Husserl, Nietzsche, Martin Heidegger e il francese Jean-Paul Sartre, nonché dallo studio delle opere di Fëdor Dostoevskij, Franz Kafka e di Albert Camus.
Pur sviluppando uno stile e un pensiero originali e da lui stesso presentati come eterodossi, fu vicino ad aspetti dell'Esistenzialismo e del pensiero della Sinistra, impegnandosi anche nell'interpretazione di fenomeni politici e comunitari, come l'ingresso del Portogallo nell'Unione Europea.
La sua opera influenzò quella di Eduardo Prado Coelho, altro scrittore portoghese.
Eduardo Lourenço ha vinto diversi premi letterari: Premio PEN Clube, 1983; Premio Europeo Charles Veillon, 1988; Premio Camões e Premio D. Dinis, 1996; Premio Virgílio Ferreira, 2000; Legione d'Onore francese, 2002; Premio Extremadura, 2006; Premio Fernando Pessoa, 2011.
Nella città di Guarda, dove Eduardo Lourenço frequentò le scuole superiori, è stata istituita, in suo onore, la Biblioteca Municipale Eduardo Lourenço, che ospita la biblioteca privata dell'autore, da lui stesso donata.
Nel 2007, presso l'Università di Bologna, è stata istituita la Cattedra Eduardo Lourenço.

## Alcune opere
- 1978 - O Labirinto da Saudade: psicanálise mítica do destino português
- 1983 - Poesia e Metafísica: Camões, Antero, Pessoa
- 1993 - Fernando, rei da nossa Baviera